# Miguel Ríos

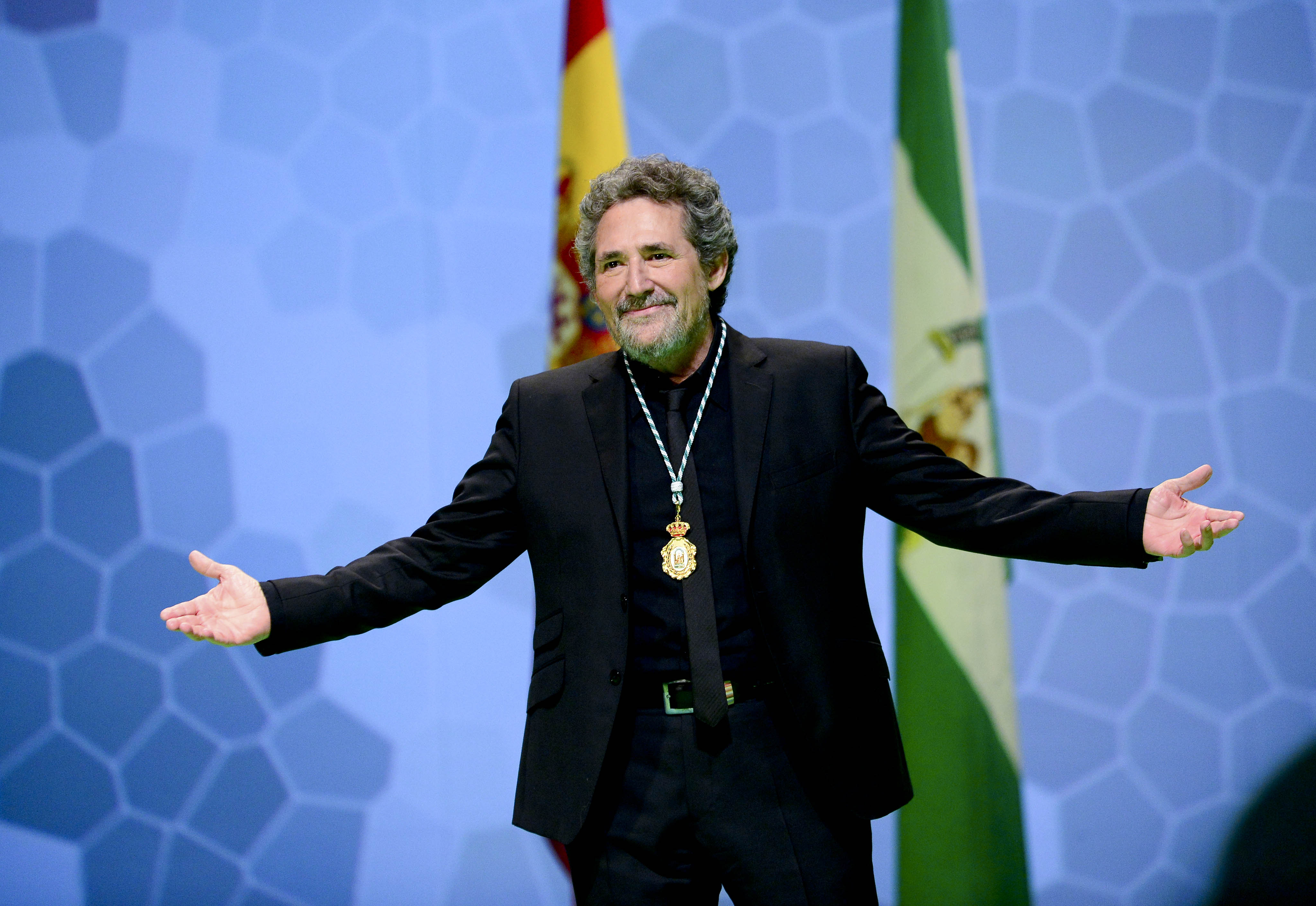
recebendo a medalha de Andalucía no 2014

Miguel Ríos (Granada (Espanha), 7 de junho de 1944), é um cantor e compositor espanhol. Foi o pioneiro do rock na Espanha. 
O mais novo de 7 filhos, passou sua infância em um colégio de Salesianos e nas ruas do bairro de Cartuja (Granada), sua segunda escola. Logo encontrou trabalho em uma loja de discos, onde teve contato com um ritmo musical: o rock and roll. Apresenta-se em um programa da Rádio Granada, gravou um fita de demonstração como cantor e viaja a Madri para gravar seu primeiro disco.Começou gravando em 1962, com o nome artístico de Mike Ríos.
Em 1969, Miguel Ríos grava "Himno a la alegría", uma adaptação do último movimento da 9ª Sinfonia de Beethoven, dirigida por Waldo de Los Ríos. Vendeu mais de 10 milhões de discos em todo o mundo, ocupando o 1° lugar em lista de êxitos, nos Estados Unidos, Reino Unido, França, Alemanha, Japão, Suécia, Itália, Áustria, Holanda, Canadá ... "Supuso el que tomara conciencia de que podia, cantar, escribir textos, utilizar la imaginación y constriur algo sólido como un disco", disse Miguel Ríos acerca deste êxito internacional.
O rock na Espanha não seria o mesmo sem Miguel Ríos.
Em 2009, aos 65 anos, Miguel Ríos iniciou pela Espanha e América Latina uma grande turnê que batizou de “Memorias de la carretera". É o inicio de sua despedida dos palcos, depois de 45 anos de grandes êxitos musicais.
Em 4 de dezembro de 2009, Miguel Ríos se apresentará no Palácio de Desportes Infanta Cristina de Torrevieja (Alicante) dentro de sua turnê "Memorias de la Carretera", onde fará sua despedida dos palcos.
Lua Ríos, filha de Miguel Ríos, é a vocalista do grupo de rock espanhol We are Balboa.

## Distinções
- Doutoramento Honoris Causa da Universidad Miguel Hernández (2018)

## Discografia
- Mira hacia ti 1969 -
- Despierta 1970 -
- Unidos 1971 -
- Miguel Ríos en directo: Conciertos de Rock y amor.1972 -
- Memorias de un ser humano 1974 -
- Memorias de un ser humano 1974 -
- La huerta atómica 1976 -
- Al-Andalus 1977 -
- Los viejos rokeros nunca mueren 1979 -
- Rocanrol bumerang 1980 -
- Extraños en el escaparate 1981 -
- Rock and Rios 1982 -
- El Rock de una noche de verano 1983 -
- La encrucijada 1984 -
- Lo más de rock en el ruedo 1985
- El año del cometa 1986
- Que noche la de aquel año 1987 -
- Miguel Ríos 1989 -
- Directo al corazón 1991 -
- Así que pasen treinta años 1992 -
- Por siempre 1995 -
- Canciones de amor para tiempos difíciles 1995 -
- Como si fuera la primera vez 1996 -
- Miguel Ríos en concierto: Big Band Ríos 1998
- Ana Belén, Miguel Ríos cantan a Kurt Weill 1999 -
- Miguel Ríos y las estrellas del rock latino 2001 60mp3 -
- Solo o en compañía de otros (2008)
- Bye Bye Ríos (2010)
- Symphonic Ríos (2018)
- Un largo tiempo (2021)